# Manifesto dos 46
O Manifesto dos 46 é um documento de 15 de outubro de 1923 dirigido à direção do Partido Comunista da União Soviética (a troika de Stálin, Zinoviev e Kamenev) que trata das carência dessa direção em matéria econômica, da necessidade de Planificação econômica e industrialização da URSS e, paralelo a isso, da necessidade de democratização interna do partido.
O documento foi resultado da aproximação das vários movimentos de oposição a essa troika dirigente surgidos, principalmente, por conta da política econômica levada a cabo por essa direção e por seus métodos, em especial no que tange à democracia interna.